# マックス・プランク人口研究所
マックス・プランク人口研究所（Max Planck Institute for Demographic Research: MPIDR）は、ドイツ・ロストクにある人口研究機関であり、80近くあるマックス・プランク研究所（Max Planck Society）の一つである。人口構造とそのダイナミクスを扱い、主に政治に影響を与える分野への研究を主題としている。扱うテーマは人口の変化、高齢化、出生、ライフコースにおける労働の再配分、さらに生物学的進化や医学と広い。MPIDRはヨーロッパにおける最大の人口研究所の一つである。1996年に設立され、2002年にロストクにある現在の建物に移った。1996年の創設当初からディレクターを務めたJames Vaupelは2017年に退任し，2018年現在のディレクターはMikko MyrskyläとEmilio Zagheniである。

## プロジェクト
MPIDRは6つのラボと3つの研究グループで構成されている。
- 人口学的データ（ラボ）
- 進化生物学（ラボ）
- 出生とウェルビーング（ラボ）
- 健康（ラボ）
- 統計人口学（ラボ）
- 死亡と高齢化（ラボ）
- 労働人口学（研究グループ）
- 数学と保険数理人口（研究グループ）
- 健康と死亡におけるジェンダーギャップ（研究グループ）

MPIDRでは、研究者個人の研究課題を追求する個人研究とプロジェクトグループの課題を追求するグループ研究の二つがなされている。現在、150を超えるプロジェクトが存在し、形式人口学から人口変化がもたらす社会・政治的影響と幅広い研究課題に取り組んでいる。

## 教育
MPIDRは4つのPhDプログラムを開催・参加している。
- The International advanced studies in DEMography (IDEM)[3]
- The European Doctoral School of Demography (EDSD)[4]
- The MaxNet Aging Research School (MNARS)[5]
- The PhD program Demography at Rostock University

他にも人口学における様々なワークショップを開催している。

## 機関紙
ワーキングペーパーとDemographic Researchという誰にでもアクセス可能な無料のオンライン雑誌を発行している。